# Artemis Fowl (serie)
Artemis Fowl es una saga de libros juveniles escritos por Eoin Colfer. Artemis es un joven genio criminal de doce años protagonista de la saga y que da nombre al primer libro, este chico es acompañado la mayoría de las veces por su empleado (y también mejor amigo) Mayordomo a poner en acción sus malvados planes para conseguir el oro de los seres mágicos como también de los humanos. La saga originalmente está en inglés pero la traducción al español de la saga de Artemis ha sido realizada por Ana Alcaina. (Los nombres usados en este artículo han sido extraídos de esa traducción.).

## Personajes principales

### Humanos
- Artemis Fowl II. Joven genio del crimen. Dueño del mayor CI de Europa, a los 12 años se metió en negocios oscuros envolviendo al Pueblo de las Criaturas. Pero, con cada nuevo plan, más personas salen heridas. Comienza a aprender de sus errores y va moldeando su carácter. Artemis es un chico, como mínimo, inusual. En los primeros libros es frío y calculador, una persona que no mide costes para conseguir lo que quiere. Sin embargo, a lo largo de la serie, su personalidad va cambiando, la conciencia sobre sus actos despierta, y desarrolla más su lado sentimental. Su cumpleaños es el día 1 de septiembre.

- Artemis Fowl I, el padre de Artemis. Al igual que sus antepasados, buscaba ganar fortuna ilegalmente, hasta que decidió ir por el camino correcto tratando de hacer negocio vendiendo Coca-Cola en Rusia. Quedó arruinado cuando la mafia rusa lo sacó del negocio por el procedimiento de disparar un misil Stinger contra el Fowl Star. Fue secuestrado por la mafia rusa y rescatado posteriormente por Artemis hijo.

- Angeline Fowl, la madre de Artemis. Al perder a su esposo, se refugió en su mente, delirando. Poco después, recuperó la razón gracias a una mano élfica e intentó asegurarse de que Artemis fuera un adolescente normal, enviándole con varios psicólogos que terminaron locos por los juegos de mente del niño.

- Domovoi Mayordomo es el guardaespaldas de Artemis, así como de la familia Fowl. Mayordomo, como comúnmente le dicen, está altamente entrenado en las artes marciales, informática y armas. A su pesar, tiene un lazo emotivo con Artemis, que le dificulta su labor como guardaespaldas. Se encarga también de la seguridad de Artemis, y con el tiempo, se convierte en un íntimo amigo. En ocasiones sirve a la familia Fowl de otras maneras: como jardinero, cocinero, piloto, etc. Mayordomo es de complexión fuerte, de gran envergadura; mide dos metros diez. Recibió su educación en la academia de Madame Ko. Siempre armado, Mayordomo ha luchado por Artemis contra todo tipo de enemigos, desde cualquier tipo de criaturas hasta mafiosos.

- Juliet Mayordomo, la hermana de Mayordomo. Es la criada de Angeline pero también desempeña su labor como guardaespaldas (cuando Mayordomo esté demasiado dañado para poder hacerlo él mismo)

- Minerva Paradizo, es la chica que aparece en la quinta entrega y con quien Artemis sufre varios encontrones. Después de intentar matarse mutuamente utilizan sus prodigiosas mentes, descubren que tienen mucho en común y se hacen amigos.

- Gaspard Paradizo, padre de Minerva Paradizo, cirujano plástico un poco tonto que cumple con todos los caprichos de su hija.

- Billy Kong, mercenario a sueldo, cuyo verdadero nombre es Jonah Lee, se involucró en los planes de cazar demonios de Minerva para matarlos a todos, ya que piensa que ellos mataron a su hermano.

- Jon Spiro, industrial-mafioso estadounidense aparece en la tercera entrega y le roba la tecnología mágica a Artemis. Gracias a la ayuda de Holly y sus amigos la recupera y se las arreglan para que le arreste la SWAT.

- Brutus Blunt, guardaespaldas neozelandés de Jon Spiro. Él y Mayordomo tienen cuentas pendientes.

- Doctor Kronski, líder del movimiento Antiecologista (Extincionista en Sudamérica) en 1998, cuya misión consiste en exterminar a todas aquellas especies que juzgan inútiles o peligrosas para la existencia de la Humanidad. Carece de sentido del olfato.

### Criaturas
- Capitana Holly Canija (Holly Short): una de los protagonistas, Capitana de la PES (Policía de los Elementos del Subsuelo) amiga de Potrillo el centauro. Luego de renunciar en la PES, trabajó un tiempo en una Agencia de Detectives Privados con su amigo Mantillo Mandíbulas, antes de ser reclutada por la Sección Ocho, una división negra de la PES/LEP/SSPE.

- Comandante Julius "Remo" (Julius Root): El comandante más joven en la historia de la PES; obtiene de sus subalternos el nombre de Remolacha (nunca usado ante él) porque se sonroja hasta el extremo de parecer una remolacha cuando se enfada.

- Potrillo (Foaly): centauro tecnócrata, controla la tecnología de las criaturas mágicas y se asegura de que los humanos no los descubran, es muy simpático, gracioso y sarcástico. Es un buen amigo de Holly. Además es paranoico, un poco despistado (en una ocasión admitió que el mapa de Dublín que usaba el escuadrón de Reconocimiento databa de 1875), y al final de la saga parece que está enamorado de una tal "Caballina". Este extremo ha sido confirmado en el sexto libro.

- Mantillo Mandíbulas (Mulch Diggums): enano cleptómano, le guarda un disco bañado en oro a Artemis. Este disco contiene toda la información que Artemis consiguió de las criaturas mágicas. Aparece en todos los libros y ayuda a Artemis y a Holly en muchas ocasiones.

- Brezo Cudgeon: comandante de la PES que ayuda a Opal Koboi en el segundo libro. Acaba muerto en los laboratorios Koboi.

- Opal Koboi (200?): Duendecilla muy rica, ambiciosa y peligrosa, por no mencionar que sufre de paranoia y psicosis. Odia a Potrillo desde la universidad por ser más listo que ella, y a Artemis Fowl por atreverse a plantarle cara. Es la fundadora y directora de los Laboratorios Koboi (Koboi Labs), la segunda empresa de tecnología mágica más poderosa de Ciudad Refugio, y también es famosa por sus múltiples intentos de derrocar al Consejo de las Criaturas, iniciar una segunda guerra Criaturas-Humanidad y autoproclamarse reina del mundo, y también por lograr no solo matar a Julius Remo, sino conseguir además que le echaran la culpa a Holly. En el cuarto libro llevó esta psicosis hasta el extremo de creerse humana, aunque no le sirvió de mucho. Algunos teóricos opinan que Colfer quería representar con ella a los actuales líderes de corporaciones carentes de escrúpulos.

- Opal Koboi (1998): Versión antigua de Opal Koboi. Aparece a partir del sexto libro. Al contrario que su homónima del siglo XXI, está más interesada en la magia que en la tecnología, y se ocupa principalmente de aumentar sus poderes mágicos a base de componentes de animales raros proporcionados por los Antiecologistas. No es tan psicótica ni impulsiva y aprende mucho más rápido, lo cual la hace casi más peligrosa.

- Contra y Punto Brilli: Son los dos esbirros de Opal, ambos duendecillos, gemelos, y cada uno más cobarde que el otro. Ellos mismos admiten que la única razón por la que no han abandonado a Koboi es porque les ha prometido regalarles las Barbados cuando sea dueña del mundo. Por lo que es evidente otra cualidad suya: son muy pacientes.

- General Escaleno: goblin, líder de la revolución de los B'wa Kell, que acaba en la cárcel mágica de Peñón del Mono (más o menos como Alcatraz)

- Doctor J. Argón: dueño y director de la clínica donde ingresa Opal Koboi después del segundo libro. En el primer libro se menciona que vive debajo de Chicago, EUA. Como todo director privado, su máxima ambición es ganar cuanto más dinero y prestigio mejor.

- Nº1: es uno de los demonios, extraño entre los demonios debido a sus sentimientos y a su poder para con la magia. Con la ayuda de Artemis y Holly, N.º 1 ayuda a salvar a Qwan, el único superviviente de los antiguos hechiceros que sobrevivió al viaje en el tiempo.

- Qwan: el más poderoso de todos los antiguos hechiceros, se salvó convirtiendo su cuerpo en piedra y ayudando a N.º 1 a liberar su magia. Era el maestro de Queeffor, y ahora lo es de N.º 1. Artemis y compañía lo encontraron convertido en estatua en una exposición en el Taipei 101.

- Leon Abbot: demonio que estaba en contra del conjuro del tiempo sobre Hybras y junto a otro demonio llamado Bludwin lo intentaron evitar. Esto provocó que acabara llegando a la Tierra a inicios del siglo XXI. Después, volvió a la Hybras del 7.500 a. C. y se autoproclamó líder de la manada gracias a la magia robada en el túnel del tiempo.
- Caballina: Es la esposa de Potrillo. Y una gran experta con el bo ( una arma japonesa).

## Hadas/Criaturas Mágicas
Las hadas son seres por lo general más pequeños que un humano, que poseen propiedades mágicas. La altura media de un hada es exactamente 1.01 metros. Todas las hadas han retrocedido por debajo de la tierra para escapar de la destructividad de la raza humana. Su civilización subterránea se centra alrededor de la ciudad capital de Refugio. Las hadas son normalmente conocidas como el Pueblo, o las Criaturas, y (en teoría) viven una vida de acuerdo con el Libro. Hay 8 familias reconocidas de las Criaturas: elfos, enanos, pixies, gnomos, gremlins, goblins, duendes y demonios. Sin embargo, los centauros se han mencionado varias veces, junto con los trolls, y los primos de los centauros, los unicornios, que fueron asesinados (no se sabe por quien, pero se sospecha que fueron los humanos). Sin embargo, no son reconocidos como tales.

### Razas de Criaturas y las ocho familias
Las Ocho Familias: 
En Artemis Fowl y La Colonia Perdida (también conocido como La Cuenta Atrás), se dice que hace 10 000 años (aprox. el 7500 a. C.) había ocho familias (o especies) de Criaturas. Es posible que los centauros y los trolls vivían en los subterráneos, pero fueron más arriba y los reclutaron por las hadas en la guerra contra el pueblo de barro (los humanos). Esto podría explicar los vínculos entre estas dos especies, y podría explicar por qué no tienen magia. Los centauros son también primos de los unicornios, por lo que no podía estar en la familia de hadas, sin los unicornios. Las hadas, sin embargo, son en su mayoría antropomórficas,
Demonios
Vistos solo en los libros quinto y sexto de la serie, The Lost Colony (La Cuenta Atrás/La colonia Perdida) y The Time Paradox (Su peor enemigo/La Paradoja Temporal), respectivamente. Nacen como pequeñas criaturas de tamaño élfico (Diablillo) con la piel gris, cola corta, tranquilo y en algunos hay runas de color rojizo en sus cabezas y cuerpos. Al alcanzar un cierto nivel de sed de sangre, se transforman mediante un proceso llamado Deformación en animales de gran tamaño (Imp) con cuernos, orejas puntiagudas, escamas duras en su piel, y una fuerza física extrema. A partir de la gran batalla entre los humanos y las Criaturas, han residido en un trozo de Luna convertido en isla flotante en una dimensión paralela llamada "el limbo". El jefe de la manada es y ha sido durante mucho tiempo, León Abott, un dictador que controló el Consejo de la Raza a través de la magia que adquirió en el túnel del tiempo entre la Tierra y su isla de Hybras que sacó su nombre de un cuento antiguo que se llevó de la casa de Minerva. él fue el que intento frustrar el intentó junto con otro demonio de los brujos de transportar a Hybras y por su culpa falla el hechizo. Un subconjunto de los demonios son llamados brujos que siguen siendo Imp toda su vida y poseen la magia más fuerte de todas las hadas, siendo capaces de levitar, manipular el tiempo, convertir seres vivos en roca y viceversa, curarse a sí mismos y otros, hipnotizar y hablar el don de lenguas. Los demonios son la octava de las familias de Criaturas. 
Enanos
Los enanos parecen humanos pequeños, pero están menos proporcionados que los elfos. Los enanos tienen muchas habilidades; pueden desencajarse la mandíbula para masticar a través de la tierra muy rápidamente. Cuando la excavación comen la tierra, la digieren para absorber los minerales útiles, entonces (a veces para su defensa o como arma) excretan lo sobrante. Su saliva brilla en la oscuridad y se endurece una vez que sale de sus bocas. La saliva de enano también es un sedante, como se ve en el quinto libro. Su pelo se puede utilizar como ganzúa, porque se pone en rigor mortis una vez que se arranca. Cuando el pelo está todavía unido al enano, pueden ser utilizados para detectar las vibraciones. Dado que los enanos pueden beber agua por absorción a través de sus poros, si van bastante tiempo sin beber, sus poros crear un efecto de vacío, lo que les permite pegarse a las paredes. Los enanos también pueden expulsar gases con un poder colosal (lo suficiente para noquear a los trolls). Su flatulencia también es un subproducto de un gas utilizado para los buzos de aguas profundas para evitar que "las curvas". También tienen el don de lenguas. Los enanos son extremadamente sensibles a la luz solar, y puede quemarse después de tres minutos al sol. También odian el fuego y hielo. Los enanos desprecian a los goblins como regla normal y, a menudo, se enzarzan en guerras territoriales contra ellos, las cuales son frecuentemente aplacadas por la LEP (como se da a entender en el segundo libro)
Elfos
Los elfos son similares en apariencia a los humanos, pero solo tienen alrededor de 1 metro de altura. Tienen orejas puntiagudas, y se cree que evolucionaron a partir de finales del Cretácico de los Pterosaurios, lo que puede explicar su aparente amor de volar, aunque otra teoría afirma que todo o casi todo el Pueblo descienden de los humanos, específicamente de Irlanda (según el primer libro). Esto se confirma en el sexto libro cuando el líder de los Antiecologistas confunde a Holly con un humano evolucionado. Los elfos tienen el don de lenguas, que les permite hablar cualquier idioma, y varios tipos de magia. Pueden curarse a sí mismos y otros, pueden hacerse invisibles (lo que se traduce en que son capaces de vibrar a velocidades excesivas para poder verlos a simple vista. Sin embargo, una cámara de cine puede burlar el escudo vibratorio, como se vio en el primer libro), pueden crear vibraciones positivas mágicas, y ellos pueden emplear el Encanta. También se dejó entrever en el primer libro que algunos tienen el poder de la telekinesis, pero esto solo puede ser el caso de los brujos. La Capitana Holly Canija, el Comandante Julius Remo, el Comandante Trouble/Camorra Kelp y su hermano, el cabo Grub Kelp, son todos elfos. Los elfos son la primera de las ocho familias de Criaturas. Algunos elfos, sobre todo los de Atlantis, tienen branquias y aletas. 
Goblins
Los Goblins son unos seres reptiloides, a menudo descritos como bípedos, similares a aves rapaces (menos por las garras y la carencia de plumas). Son bastante estúpidos, ya que tienen un cerebro pequeño, pero pueden hablar y (hasta cierto punto) hacer máquinas, como los láseres y algunas veces incluso computadoras (pero para ello necesitan ayuda de otras criaturas). Ellos tienen la capacidad de crear bolas de fuego en sus manos, o disparar a través de sus ventanas de la nariz (a veces por la inhalación crean bolas de fuego con sus propias manos). Algunos grupos de duendes están involucrados en una guerra territorial con los grupos de enanos. Ellos hacen sus prendas de vestir a partir de su propia piel mudada. En el Libro 3, Holly describe a los goblins como "una pequeña broma de la Evolución", con el razonamiento, "coger las criaturas más tontas del planeta, y darles la capacidad para crear el fuego". Goblins notables son: el general Escaleno, un general de la revolución Goblin y el enemigo público N º 2 (Después de Opal Koboi), y el capitán Nyle, un joven capitán Goblin engreído que también se alistó en la revolución Goblin. Muy conocida es la B'Wa Kell, la asociación de revolucionarios goblins que podría ser comparada con los grupos terroristas de los humanos, suponiendo que los goblins sepan el significado de ese término. 
Gnomos
Los gnomos se ven y se mencionan en todos los libros, pero no se nos dice mucho acerca de su raza en general. Sabemos que algunos de ellos son luchadores profesionales (lucha libre se hace en cámaras de gravedad 0). Los gnomos se han descrito como algo estúpido y muy polémico. No se menciona acerca de si los gnomos son una familia. Hay más o menos un gnomo notable mencionado en la serie de Artemis Fowl, como el director de LEP Asunto Internos y, durante los libros 3 y 4, sucesor de Julius Remo. El doctor Argón es un gnomo. 
Pixies/Duendecillos
Similares a los elfos, pero se parecen más a niños y podrían crecer hasta dos metros de altura como promedio. Ellos poseen poderes mágicos similares a los elfos, incluido el Encanta y el don de lenguas. Ellos tienen grandes cerebros, cráneos frágiles y la mayoría son muy inteligentes, quizá demasiado. Opal Koboi es un miembro de este familia y, en teoría, una vergüenza para la mayoría de los suyos (seguro que entre estas criaturas existen extremistas que comparten el ideal de Koboi de declararle la guerra a la humanidad, como Aske Rosso).
Duendecillos
Los duendecillos son muy parecidos a los elfos, pero tienen alas y la piel verde. Tienen muy limitada su capacidad de curación. También poseen el don de lenguas. Los duendecillos son las hadas con mejores reflejos y son muy abiertos y coquetos incluso con otras especies. Hay un tipo de duendecillos con alas de murciélago que viven en Atlantis. Chix Verbil es uno de ellos.
Gremlins
Los Gremlins solo se mencionan dos veces en toda la serie. No sabemos nada sobre ellos, a excepción de que algunos trabajan en el LEP. La primera mención de ellas es cuando el comandante Remo ", metió el cigarro en la taza de café de un gremlin que pasaba" justo antes de ver las imágenes del secuestro de la Capitana Holly Canija en el primer libro. Además, como Remo estaba en la terminal en su camino a la Mansión Fowl, una enana está rodeada por una gran cantidad de duendes. También es posible que en la novela gráfica se ve un gremlin (una cosa peluda del tamaño de un enano) adjuntando un parche al brazo de Remo cuando se preparan para atacar la Mansión Fowl. 
Híbridos
En una sección del libro 1 el Comandante Remo del LEP se encontraba en un puerto de lanzadera, mientras que un híbrido Elfo-Goblin estaba siendo asediado por los turistas. En el quinto libro de Artemis Fowl y la colonia perdida en un archivo acerca de las especies de hadas se dice que Artemis es, en cierto sentido, un híbrido humano-Criatura (no en el sentido biológico, sino en el mágico). Conocido como sabios, son muy inteligentes y algunos conservan su capacidad mágica. 
Humanos
Según las deducciones de Artemis en el túnel del tiempo del libro 5, los humanos pudieron ser la novena familia mágica; una familia perdida que no se extinguió sino que traicionó a la Tierra para su propio beneficio y perdió su magia. La prueba de esto es que hay humanos con la capacidad de hipnotizar a sus semejantes, con la capacidad de curar con las manos y algunos parecen tener habilidades semejantes a las de los Goblins o Elfos magos. 
Criaturas No Mágicas del subsuelo
Tuneladora azul
Aparece en Los Archivos de Artemis Fowl.Son arañas plateadas que utilizan sus garras, patas y dientes para convertir sus presas en carne picada hasta matarlas. Son muy hiperactivas y se mueren con un sorbo de café. Una nidada de ellas puede cargarse a un troll y una puede perfectamente con un duende o una persona. 
Sapos deslenguados
Un tipo de sapos con la capacidad de decir tacos hechos; en principio aparecieron como broma, pero que se convirtieron en una plaga. Uno mordió a Holly Canija, para su eterna vergüenza.
Gusanos apestosos
Al parecer tienen ojos por todo el cuerpo, apestan y son más listos que los trolls (eso tampoco tiene mucho mérito, la verdad).
Critters
Microorganismos radiados en la frecuencia de un objeto que se busca. Son naranjas. Aparecen en el 6º libro y fueron desarrollados por Potrillo.
Babosas limpiadoras
Un tipo de babosa que limpia a los trolls de parásitos.
JayJay
Es un Lémur Sifaka sedoso. Una especie extinta por los Anti ecologistas en el 1998 de una línea temporal paralela que Artemis modificó para salvar a su madre.
Unicornio
Es un primo de los centauros, el único tipo de hada no humanoide. Al parecer los humanos los extinguieron. 
Trolls
Los Trolls son los menos inteligentes de los seres no mágicos. La mayoría de sus decisiones se basan en sus instintos. Son rápidos para su tamaño y tienen grandes colmillos de sierra que producen un veneno narcótico que hace del objetivo una presa feliz - e indefensa-. Ellos tienen una aversión extrema a la luz, el ruido y el agua. El mayor grupo de trolls se vio en las Once Maravillas. Muy pocas personas han conseguido en solitario derrocar a un troll. Holly Canija una vez lo hizo con las luces de su casco, dejándolo inconsciente. Domovoi Mayordomo lo hizo con su entrenamiento de combate, y una mezcla de armamento medieval y moderno. Hay una clase de Troll denominada Troll Toro, pero su mención no pasa de ser puramente anecdótica. 
Centauros
Medio caballo y medio seres humanos con cuernos en la cabeza y el pelo cubriendo sus cuerpos. Los Centauros no tienen nada de magia, sino que son el segundo más grande y, posiblemente, el espécimen más inteligente de todas las Criaturas. Centauros tienen el don de lenguas y puede golpear duro con sus patas traseras. Son muy inteligentes y paranoicos debido a que quedan menos de cien de los suyos gracias a la caza humana. No son muy sociales y su cultura permite la poligamia, aunque Potrillo es al parecer monógamo. El hecho de que quedan poquísimos centauros probablemente tiene mucho que ver en la actitud de Potrillo.
Kraken
Unos grandes cangrejos acuáticos, de hasta 3 kilómetros de largo, que aparecen en Artemis Fowl: La paradoja de tiempo, de los cuales solo siete especímenes permanecen debido a que los contaminantes han esterilizado a la especie. A menudo se los confunde con islas, como el Kraken del mito. Sin embargo, carecen de tentáculos y son dóciles. Los Kraken derraman sus heces por lo general solo una vez en su vida, pero cuando lo hacen, bajo la carcasa hay una enorme cantidad de metano que se inflama, creando una explosión, y la criatura vuelve al fondo. Aunque se cree que los Kraken se despojan de sus depósitos solo una vez en sus vidas, pero uno conocido como "Shelly" por la Vigilancia Kraken, el mayor de los siete ejemplares vivos, explosionó otra vez mientras Holly estaba comprobando con un sensor la piel del Kraken.
Los extraños
Unos seres de tentáculos que Artemis vio en el quinto libro en uno de sus viajes dimensionales.
Zombis cuánticos
Es el nombre que Número 1 da a unos bichos que habitan en las intersecciones del túnel del tiempo.
Supersanguijuela-mosquito Modificado Genéticamente
Un invento de Opal visto en el sexto libro. Es parecido a una loncha carnosa con un diodo y llena de púas, diseñada para extraer líquido cefalorraquídeo sin matar a aquel del que se extrae.
Demonios
La última de las criaturas mágicas. Viven en una isla a través del tiempo. En el quinto libro (Al principio) Artemis se encuentra con uno en Barcelona. La isla está bajo el embrujo del tiempo creado por los demonios hechiceros. Y está a punto de fallar.

## Libros de la saga de Artemis Fowl
1. Artemis Fowl (2001)
2. Artemis Fowl: Encuentro en el Ártico (2002)
3. Artemis Fowl: El Cubo B (2003)
4. Artemis Fowl: La venganza de Opal (2005)
5. Artemis Fowl: La cuenta atrás (2007)
6. Artemis Fowl: Y su peor enemigo (2008)
7. Artemis Fowl: La Hora de la Verdad (2011)
8. Artemis Fowl: El último Guardian (2012)

- Artemis Fowl: La novela gráfica (2008) (versión en cómic del primer libro de la saga)
- Artemis Fowl: 2. Encuentro en el Ártico (2010) (la segunda versión en cómic del segundo libro de la saga)
- Los Archivos de Artemis Fowl (2007) (libro de la editorial, con información aparte de la saga)